# Литл Ривер-Академи (Тексас)
Литл Ривер-Академи (енгл. Little River-Academy) град је у америчкој савезној држави Тексас. По попису становништва из 2010. у њему је живело 1.961 становника.

## Демографија
Према попису становништва из 2010. у граду је живело 1.961 становника, што је 316 (19,2%) становника више него 2000. године.
| Група             | 2000.         | 2010.         |
| Белци             | 1.393 (84,7%) | 1.541 (78,6%) |
| Афроамериканци    | 6 (0,4%)      | 28 (1,4%)     |
| Азијати           | 9 (0,5%)      | 9 (0,5%)      |
| Хиспаноамериканци | 201 (12,2%)   | 353 (18,0%)   |
| Укупно            | 1.645         | 1.961         |